# Adaption (Literatur)
Als literarische Adaption (von lateinisch adaptare ‚anpassen‘) bezeichnet man die Umarbeitung eines literarischen (meist epischen) Werkes von einer Gattung in eine andere, beispielsweise in ein Drama, oder in eine Oper, beziehungsweise die Bearbeitung in ein anderes Medium wie Comic, Hörspiel, Film, Fernsehen oder ein Computerspiel. Beispiele sind die Romanfassung eines Stoffes und die Literaturverfilmung.

## Theateradaptionen

### Geschichte der Theateradaption
Das Adaptieren ursprünglich epischer Werke gehört seit der Antike zu den gängigen Praktiken, Stoffe für die Dramatik bzw. für das Theater zu erschließen. So basieren nicht wenige Werke der großen Tragiker Aischylos, Sophokles und Euripides auf den Epen Homers. Auch Shakespeare nutzte epische Quellen für seine Dramenproduktion. Im späten 19. Jahrhundert waren es im Zuge eines erstarkenden Nationalgefühls insbesondere die mittelalterlichen Epen, die für die Bühne adaptiert wurden.
Einen neuen Akzent erhielt die Praxis des Adaptierens seit den 1920er-Jahren. So adaptierte der Regisseur und Theaterleiter Erwin Piscator für sein Proletarisches Theater mehrere Romane, darunter etwa Lew Nikolajewitsch Tolstois Krieg und Frieden und Jaroslav Hašeks Der brave Soldat Schwejk. Der Grund dafür war in erster Linie ein politisch-inhaltlicher: die vorliegende Dramatik der Weimarer Republik entsprach nicht den Wirkungsintentionen, die er mit seinem Theater verfolgte. Seine Adaptionen entstanden in unmittelbarem Kontext seiner Theaterarbeit – als Material und Vorlage für eine Inszenierung – nicht als Transformation in ein eigenständiges literarisches Werk.
Zur gleichen Zeit entwickelte Bertolt Brecht die Theorie des Epischen Theaters. Beiden ging es um die Erschließung von neuen Stoffen, Erzählweisen und Theatermitteln, die die Realitätserfahrung nach dem Ersten Weltkrieg reflektierten und eine „Zuschaukunst“ (Brecht) entwickeln halfen, die nicht mehr auf Illusion, sondern auf kritischer Distanz beruhte.
Die Auseinandersetzung mit epischen Erzählstrukturen förderte zugleich die Entwicklung neuer Dramaturgien (wie Montage- und Revue-Formen) sowie die Erfindung neuer Bühnenmittel. So arbeitete Piscator mit kommentierenden Projektionen und erfand für den Braven Soldaten Schwejk das „laufende Band“, um seinen passiven Helden durch die Handlung zu transportieren, ohne dass dieser sich bewegen musste.
Die Tendenz einer Episierung des Theaters mit gesellschaftskritischem Hintergrund fand mit dem Beginn des Faschismus in Deutschland ein Ende. Auch nach dem Krieg wurde die proletarisch-revolutionäre Tradition der 1920er-Jahre in Ost wie in West zunächst nicht fortgeführt. Das Hauptaugenmerk galt dem klassisch-realistischen Erbe, also eher den tradierten Dramenformen. Erst seit den 1970er- und 1980er-Jahren finden sich wieder vermehrt Adaptionen auf den Spielplänen. Dabei geht es in erster Linie um eine Erweiterung des theatralen Angebotes und die Erschließung interessanter und komplexer Stoffe, die in der Dramatik nicht oder nicht in vergleichbarer Qualität vorliegen. Auch der Synergie-Effekt bei Stoffen, die bereits als Buch oder als Film beim Publikum erfolgreich waren, ist ein Grund für Adaptionen. Zugleich hat sich in den letzten Jahrzehnten der Dramenbegriff grundsätzlich verändert, so dass offene Strukturen und der Wechsel von situativer Darstellung und epischem Bericht innerhalb eines Textes zur üblichen Praxis gehören.

### Gegenwärtige Praxis
Dass gegenwärtig mehr und mehr Adaptionen in die Spielpläne der Theater eingehen, ist unter Kritikern und Wissenschaftlern dennoch umstritten. So wandte sich der Theaterkritiker der Frankfurter Allgemeinen Gerhard Stadelmaier wiederholt vehement gegen die Praxis des Adaptierens. Stadelmaiers prinzipielle Polemik findet jedoch ihrerseits Kritiker, die auf die inhaltlich-thematische und strukturelle Bereicherung verweisen, die das Theater durch die Aneignung epischer und filmischer Stoffe erfährt.
Die Diskussion um den Wert und die Legitimität von Adaptionen ist eng verknüpft mit den Diskursen des Postdramatischen Theaters. Adaptionen scheinen sich in das postdramatische Theaterverständnis besser einzufügen als traditionelle Dramaturgien, die auf dem Konzept von Konflikt, Figur und Handlung beruhen und das aristotelische Dramenmodell fortschreiben. Epische Strukturen – so die Argumentation – seien weit mehr geeignet, die Anonymität, Komplexität und die nichtlinearen Verlaufsformen gegenwärtiger gesellschaftlicher Prozesse für das Theater zu erfassen. Der Regisseur Frank Castorf, in dessen Arbeit Adaptionen einen breiten Raum einnehmen und der in den letzten Jahren mehrere Romane von Dostojewski auf die Bühne brachte, äußerte dazu: „Mir ist eine gewisse Komplexität, eine Komplexität, wie sie in einer vielschichtigen Wahrnehmungsweise, aber auch stofflich in den Romanen Dostojewskis liegt, ganz wichtig. [… Die] Komplexität der Weltwiderspiegelung, der möchte ich mich gerne annähern, dieser Ungleichzeitigkeit. Das finde ich wichtig als ästhetisches Prinzip. Daher arbeite ich auch meist mit Romanen. Theaterstücke sind oft ein Generalplan: Die suggerieren eine Erkennbarkeit und Beherrschbarkeit der Welt.“
Dass Dramatiker auf epische Prätexte zurückgreifen und diese in einen szenischen Text umarbeiten (wie es etwa Heiner Müller mit Erik Neutschs Roman Spur der Steine tat – sein Stück trägt den Titel Der Bau) ist heute eher die Ausnahme. In der Regel werden Adaptionen im Kontext einer konkreten Theaterarbeit geschrieben. Nicht selten sind es die Regisseure (bzw. deren Dramaturgen) selbst, die die Bühnenfassungen erstellen und ihre ästhetischen Vorstellungen sowie szenische Vorgänge bereits in den Text einfließen lassen. Dabei geht es meist nicht um eine komplette Transformierung des epischen Materials in ein Drama. Vorherrschend sind heute „Mischformen“ aus dialogischen Szenen und narrativen Passagen. Deshalb ist der Begriff der „Dramatisierung“ im eigentlichen Sinne für die überwiegende Zahl der Adaptionen nicht zutreffend, weil es sich eher um Montage-Formen und nicht um die Neuformung eines Dramas im Sinne des klassischen Gattungsbegriffs handelt. Die Begriffe „Dramatisierung“, „Adaption“, „Bühnenfassung“, „Einrichtung für die Bühne“ und „Theaterfassung“ werden jedoch in der Praxis als Synonyme benutzt, ohne in der Regel begrifflich scharf voneinander abgegrenzt zu werden.

## Filmadaptionen
Filmadaptionen sind auch unter dem Begriff Literaturverfilmung bekannt.

### Theorie der filmischen Adaption literarischer Stoffe
Der Film vermittelt mittels zweier Basismethoden eine konnotative Bedeutung, die nicht umsonst unter den literaturwissenschaftlichen Begriffen Metonymie und Synekdoche beschrieben werden können. Folglich umschrieb James Monaco es in seinem Standardwerk Film verstehen:
„Assoziierte Details beschwören eine abstrakte Idee herauf. Viele der alten Hollywood-Klischees sind synekdochisch (Nahaufnahmen marschierender Füße, um eine Armee zu repräsentieren) und metonymisch (die fallenden Kalenderblätter, die rollenden Räder einer Lokomotive). Da metonymische Kunstgriffe sich so gut im Film verwenden lassen, kann der Film in dieser Hinsicht eine größere Wirkung erzielen als die Literatur. Assoziierte Details können innerhalb eines Bildes geballt auftreten und so eine Darstellung von unerhörtem Reichtum bewirken. Metonymie ist eine Art filmischer Stenographie.“
Dabei hat der Film den Vorzug, alle anderen Kunstformen – Malerei, Musik, Theater und Literatur – einbeziehen und in der Filmmontage verknüpfen zu können, um eine Bedeutung zu erzielen. Dabei begannen sich erst in den 1960er Jahren Literaturwissenschaftler im deutschsprachigen Raum für Literaturverfilmungen zu interessieren. Dies geschah in erster Linie aus einem ästhetischen und normativen Verantwortungsgefühl im Zuge des Medienwechsels heraus. Dabei hatte sich eine Diskussion zum ästhetischen Gleichgewicht beider Kunstformen schon während der Kinodebatte der 1920er Jahre erledigt. Die Eigenständigkeit des audiovisuellen Mediums rückte während der 1970er und 1980er verstärkt in den Vordergrund, als bessere Werkzeuge der Textanalyse entwickelt wurden. Danach entstanden darüber hinaus grundlegende Monographien zur Theorie und Praxis der Literaturverfilmung. Bezeichnenderweise haftet die literarische Auseinandersetzung mit dem Film an der schriftliche Vorlage und vom Prinzip her an dem philologischen Verfahren, für das Klaus Kanzog den Begriff Filmphilologie entwarf.
Dort, wo beide Medien berücksichtigt wurden, rückte man den Aspekt der Medienkonkurrenz in den Vordergrund und fragte somit nach dem Ende der Literatur, wobei man jedoch die literaturhistorisch wichtigen Gesichtspunkte der Wechselwirkung aus dem Fokus verlor.

### Praxis der Filmadaption literarischer Stoffe
Bereits der Begriff der Verfilmung besitzt eine eindeutig negative Komponente, die Bezeichnung Adaption wertet ebenso das auf der Vorlage basierende geringer:
„Der Begriff Adaption (manchmal auch Adaptation) birgt schon von seiner etymologischen Herkunft her den Kern eines Missverständnisses in sich. Abgeleitet von lateinisch adaptare (= anpassen, passend herrichten) wurde er vornehmlich für physiologische Vorgänge (Anpassung des Auges), später für die Anpassung elektronischer System (Adapter) verwendet. Der fachterminologische Gebrauch im übertragenen Sinn im Bereich der Künste ist daher von vornherein durch diese Alltagssemantik mitbestimmt: Adaption eines Werkes der Kunst durch eine andere Kunstgattung oder eine andere Kunstform läuft immer Gefahr, lediglich als eine Anpassung missverstanden zu werden, was zugleich Hochschätzung der Vorlage und Abwertung der Adaption impliziert.“
Oder wie es der häufig Alfred Hitchcock zugeschriebene Fabel-Witz umschreibt: Zwei Ziegen fressen die Filmrolle einer Literaturverfilmung. Sagt die eine zu anderen: Das Buch war mir aber lieber!
„Das narrative Potential des Films ist so ausgeprägt, daß er seine engste Verbindung nicht mit der Malerei und nicht einmal mit dem Drama, sondern mit dem Roman geknüpft hat. Film und Roman erzählen beide lange Geschichten mit einer Fülle von Details, und tun dies aus der Perspektive des Erzählers (…). Was immer gedruckt im Roman erzählt werden kann, kann im Film annähernd verbildlicht oder erzählt werden“.

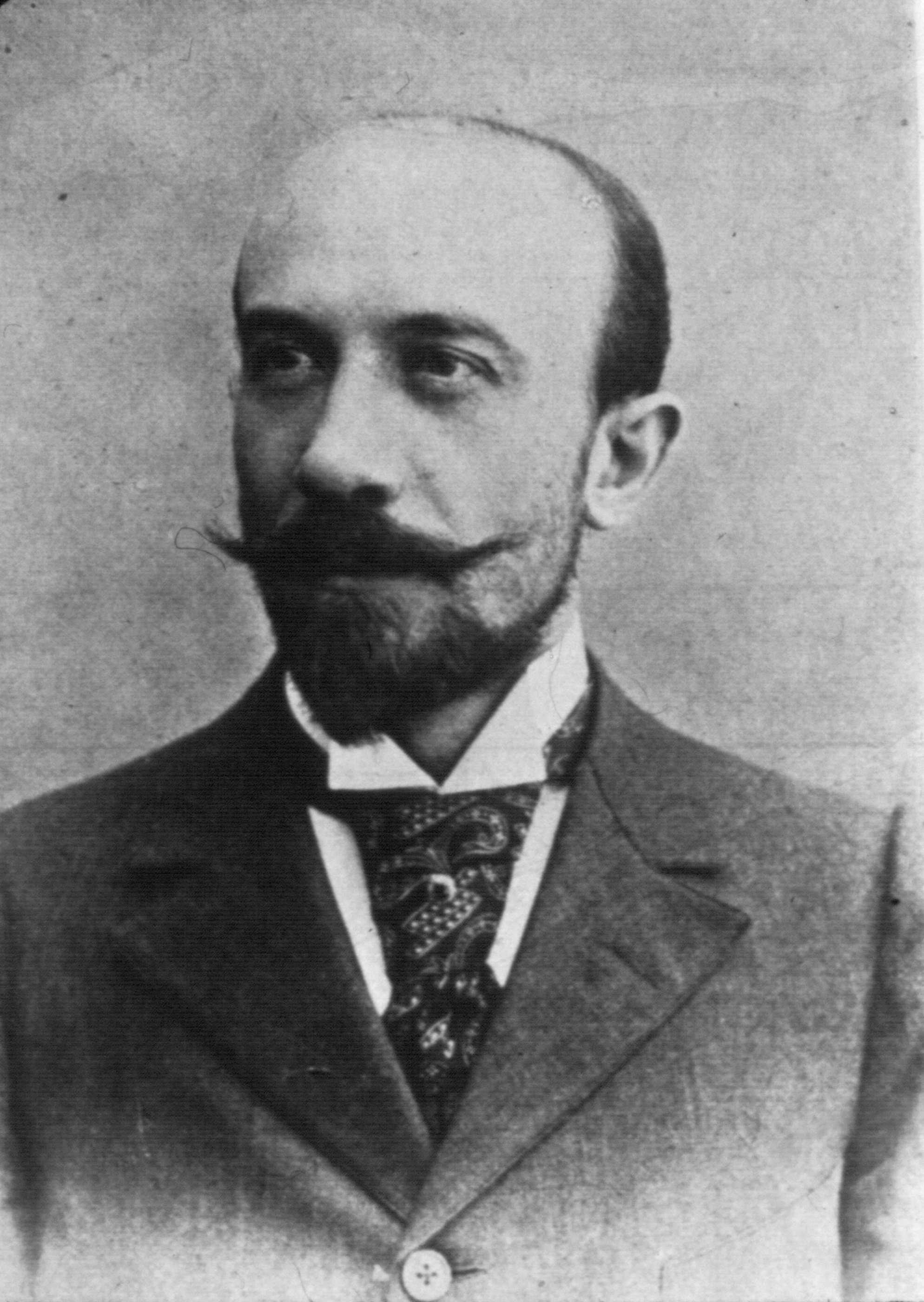
Georges Méliès (ca. 1890)

Dementsprechend erfolgten bereits 1896 Verfilmungen nach Johann Wolfgang von Goethes Faust. Eine Tragödie durch den französischen Filmpionier Louis Lumière, ein Jahr später versuchte sich Georges Méliès an dem Stoff. Man mag kritisch dagegen einwenden, dass aufgrund der Kürze dieser Einakter wohl kaum von einer regelrechten Adaption des gesamten literarischen Stoffes gesprochen werden kann, aber zu diesem Zeitpunkt war die Technik noch nicht so weit. Erst ab ungefähr 1909 entdeckte man das Potenzial auch längere Geschichten zu erzählen, wodurch die damaligen Filmemacher auf der Suche nach Vorlage sich bei der Literatur und vor allen Dingen bei rechtsfreien Klassikern bedienten. Jedoch ist dieser Entlehnungsprozess bildlich gesprochen keine kurvenlose Einbahnstraße geblieben, da z. B. Alfred Döblins Romankonzeption Berlin Alexanderplatz eine geradezu filmische Montagetechnik nutzt und Patrick Roth in Meine Reise zu Chaplin eine Szene aus Charlie Chaplins Lichter der Großstadt direkt nachspielt. Eine andere Ebene sind die merchandising-trächtigen „Bücher zum Film“, die einerseits aus Sondereditionen der Originalausgaben mit einem Standbild der Verfilmung, andererseits aus eigens dazu verfassten Spin-off-Storys, die mit dem ursprünglichen Film kaum etwas zu tun haben und auch als Tie-ins eingeordnet werden. Bei Star Wars oder Star Trek gibt es Hunderte solcher Publikationen.
Dass es dabei seit spätesten den 1930er Jahren zu einem unverhohlenen Konkurrenzverhalten beider Kunstformen kommen musste, da die Literaten die ansteigende Anzahl von Verfilmungen literarischer Texte kritisch sahen, ist fast zwangsläufig. Dementsprechend bezeichnete Bertolt Brecht im Dreigroschenprozess um die Verfilmung seines Werks von einer „Abbauproduktion“ von Literatur im Sinne des Filmmarkts. Dabei blieb es nicht aus, dass man der Filmindustrie bis zum heutigen Tag vorwirft, „daß sie Werke der Dichtung demontiere und plündere, um dadurch eine Image- und Niveausteigerung ihrer Produkte zu erzielen“.
Bei all dieser Ambivalenz haben die Literaten in der Vergangenheit stets die Frage nach der Werkgetreue einer Adaption stellen, ungeachtet der Frage, ob der vorliegende Stoff überhaupt filmisch umzusetzen ist, und die Literaturverfilmung geradezu als „Plagiat der qualitativ (…) hochwertiger eingeschätzten Vorlage.“ Ein in diesem Zusammenhang einschlägiges Beispiel bildet der auf Boris Pasternaks Roman Doktor Schiwago basierende gleichnamige Spielfilm von 1965, in dem fast keine Szene vorkommt, die mit der Romanhandlung vollständig übereinstimmt.
In der wissenschaftlichen Literatur gilt diese Fragestellung jedoch im weitesten Sinne als überholt, da man mehr davon ausgehen müsse, in welcher Weise der literarische Stoff in ein anderes Medium mit eigenen Gesetzen übersetzt worden sei.
Allerdings wird man eine Literaturverfilmung stets vor dem Hintergrund der zugrundeliegenden Vorlage analysieren müssen. Interessanterweise gibt es dann allerdings auch Interpretations-Verschiebungen, wenn entweder die literarische Vorlage weit ausgesponnen wird, wie z. B. in Die totale Erinnerung – Total Recall nach Erinnerungen en gros von Philip K. Dick, oder aber die entsprechende Vorlage so weit umgebaut wird, dass dem Publikum überhaupt nicht klar wird, was dahintersteht, zumal das Werk noch nicht in andere Sprachen übersetzt worden ist, wie z. B. bei Christie Malrys blutige Buchführung, der auf B. S. Johnsons Christie Malry’s own double entry (1972) basiert. Andere literarische Werke oder deren Autoren gelangten erst durch die Verfilmung zu ungeahnter Breitenwirkung oder einer gewissen Renaissance, wie z. B. Tania Blixen durch Jenseits von Afrika.

Logo der Harry-Potter-Verfilmungen

Erst in den letzten Jahrzehnten gelang es einigen wenigen, ohnehin schon sehr erfolgreichen Autoren, durch den Verkauf ihrer Filmrechte bei gleichzeitiger Garantie ihres Einspruchsrechts in künstlerischen Belangen einen nicht unbeträchtlichen Einfluss auf die Verfilmung ihrer literarischen Stoffe zu nehmen. Man denkt dabei in erster Linie an die Harry-Potter-Reihe von J. K. Rowling. In welcher Weise dies Rowling selbst bei dem Verfassen der späteren Bände beeinflusst haben mag, soll dahingestellt sein, spricht aber ebenso für die wechselseitige Beeinflussung.

### Filmadaptionen literarischer Stoffe im deutschsprachigen Fernsehen
Filmische Adaptionen literarische Stoffen waren in den ersten Jahrzehnten des Fernsehens – ähnlich wie bei den Hörspielen – meist nachgespielte Theaterstücke von Klassikern, die in ihrer Inszenierung recht hölzern wirkten, obwohl namhafte Darsteller mitwirkten.

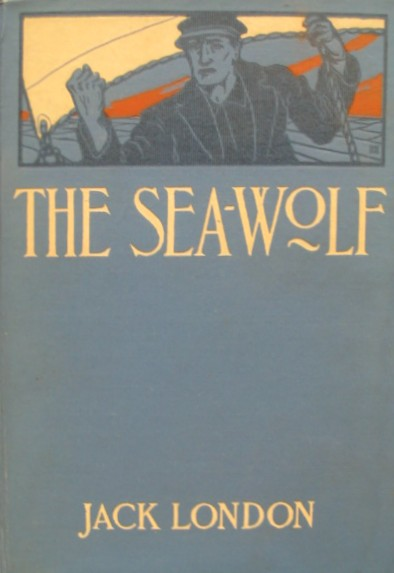
The Sea-Wolf, Erstausgabe

Interessanterweise gab es in den 1960er und 1970er Jahren bei den öffentlich-rechtlichen Fernsehanstalten in Deutschland zwei unterschiedliche Strömen von Literaturadaption im Fernsehfilm:
„Während das ZDF seit Beginn der siebziger Jahre in seinen großen Literaturverfilmungen sich mehr der amerikanischen, englischen und französischen Literatur zuwandte (vor allem den zur Weihnachtszeit regelmäßig gezeigten Verfilmungen von Abenteuerromanen, z. B. 1971 von Jack Londons Der Seewolf) adaptieren die ARD-Anstalten verstärkt die deutschsprachige Literatur des 19. Jahrhunderts“, wie z. B. Theodor Storm, Hedwig Courths-Mahler oder Eugenie Marlitt ab 1972 bzw. 1975. Bei dieser Verfolgung des Programmtrends fand eine mehr oder weniger systematische Durchforstung des erzählerischen Programms des 19. Jahrhunderts statt. Dies führte jedoch zumindest in der Endphase der sogenannten Weihnachtsvierteiler dazu, dass man auf immer exotischere und entlegene Themen zurückgriff, die nicht mehr das frühere Gefallen beim Publikum fanden. Waren Die Schatzinsel von Robert Louis Stevenson, Robinson Crusoe nach Daniel Defoe, Don Quijote von der Mancha nach Miguel de Cervantes, Tom Sawers und Huckleberry Finns Abenteuer nach Mark Twain, Cagliostro nach Alexandre Dumas, Zwei Jahre Ferien von Jules Verne, die vereinfachende Bearbeitung von Der Lederstrumpf-Reihe von James Fenimore Cooper, Michael Strogoff nach Der Kurier des Zaren nach Verne oder Lockruf des Goldes von London wie der eingangs erwähnte Seewolf bei Kritik wie Publikum außerordentlich beliebt, so vielen die späteren Bearbeitungen, wie z. B. Mathias Sandorf, Die Abenteuer des David Balfour, Tödliches Geheimnis, Wettlauf nach Bombay, Der schwarze Bumerang und Der Mann von Suez mit ein paar Ausnahmen aufgrund der internationalen Besetzung insgesamt deutlich qualitativ ab. Da die Herstellungskosten selbst in der internationalen Co-Produktion kaum noch zu rechtfertigen waren, stellte man diese Projekte ein, um in den Folgejahren durchaus vergleichbare ausländische Produktionen von literarischen Adaptionen aufzukaufen und zum Weihnachtstermin auszustrahlen, wie z. B. 1985 Palast der Winde von Mary M. Kaye als Mini-Serie. Interessanterweise existiert eine zusammengeschnittene Spielfilmfassung, die sich jedoch inhaltlich in erster Line auf die Liebesgeschichte konzentriert. Vergleichbare aufgekaufte Miniserien der ARD waren beispielsweise Unter der Trikolore – Blanc, Bleu, Rouge von 1981, bei der allerdings auch deutsche Schauspieler wie Constanze Engelbrecht, Alexander Radszun und Claus Obalski involviert waren. All diesen Produktionen sind jedoch zwei Dinge gemein: der entweder exotische Hintergrund einer Handlung in Übersee oder im Orient, beziehungsweise eine eindeutige historische Verbindung, die am besten noch in einem deutschen Bezug gipfelte, wie beispielsweise, Der Winter, der ein Sommer war von Sandra Paretti als Produktion des Hessischen Rundfunks, der bereits 1976 von Fritz Umgelter verfilmt worden war.
Filmadaptionen eines literarischen Stoffes können auch, wie einst in der Deutschen Demokratischen Republik, eine vorrangig didaktische Aufgabe besitzen.

## Hörspieladaptionen

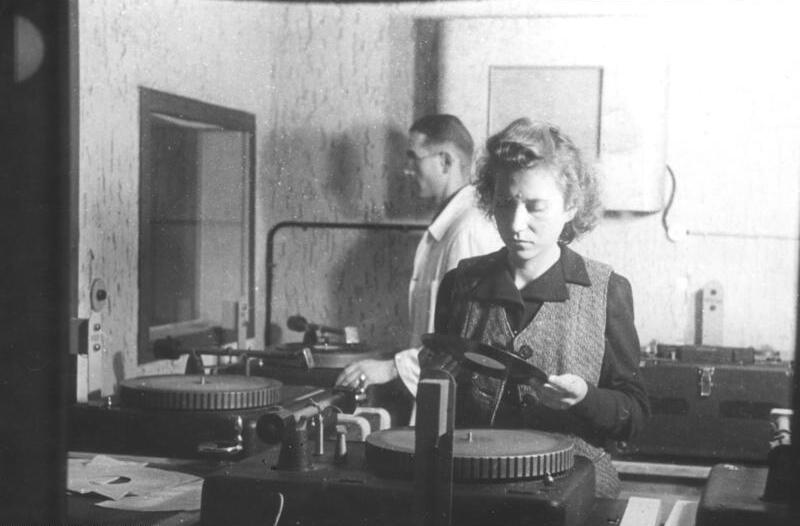
Im Kontrollraum während einer Hörspielproduktion, 1946

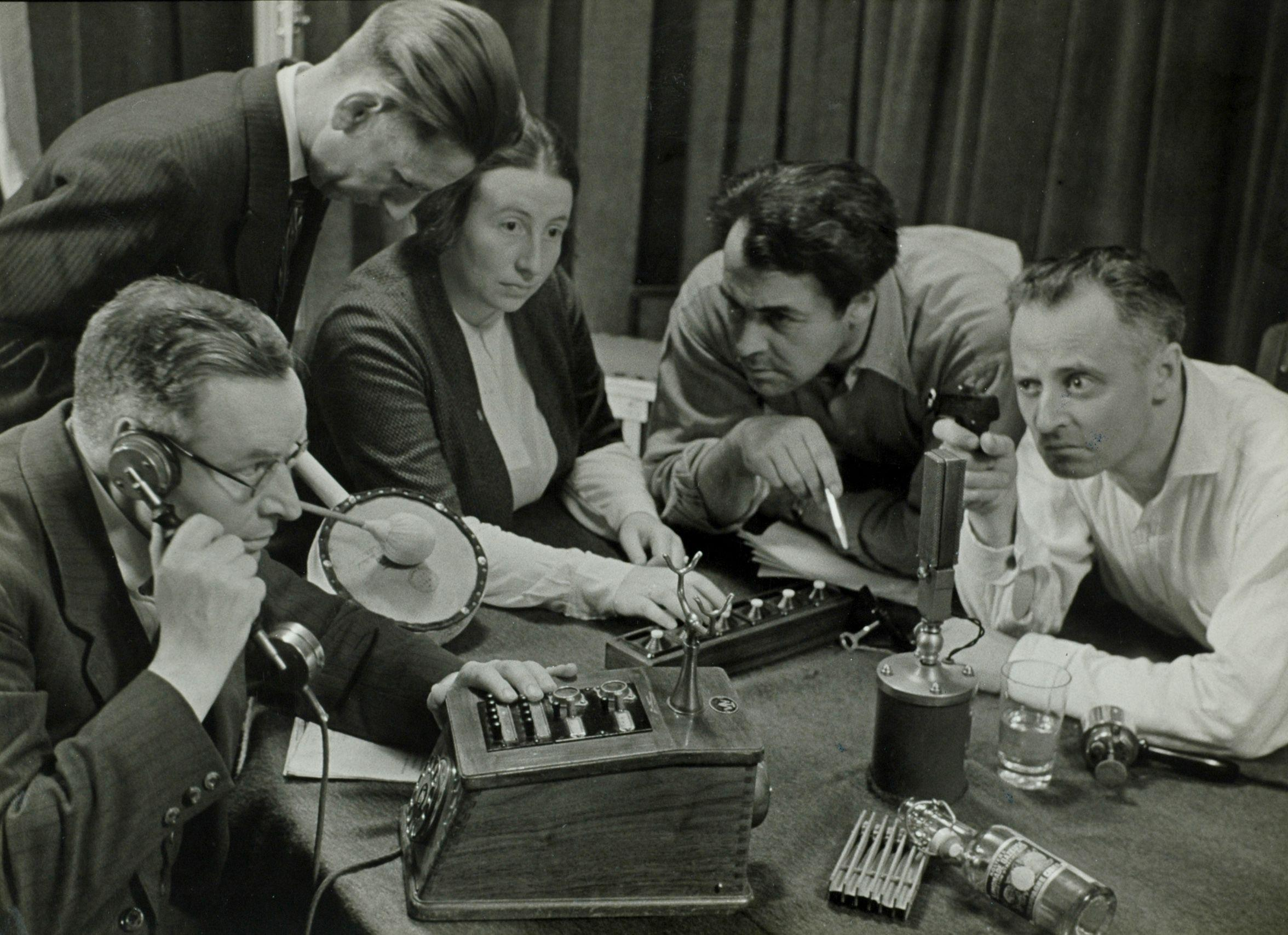
Aufnahme eines Radiohörspiels, Niederlande, 1949 (Collectie SPAARNESTAD PHOTO/Wiel van der Randen, via Nationaal Archief)

Im Hörfunk werden seit jeher literarische Adaptionen eingesetzt, ganz zu Anfang mehr als dramatische Live-Inszenierung und weniger als Lesungen, sondern vielmehr als zum Teil aufwändig produzierte Hörspiele oder gar wie in einem aufsehenerregendsten Fälle der Rundfunkgeschichte durch Orson Welles und Howard Koch mit ihrer an H. G. Wells angelehnten Science-Fiction-Novelle Krieg der Welten Mockumentary-Reportage des Mercury Theatre, die am Halloween-Abend 1938 ausgestrahlt wurde. Diese fiktive Reportage hat angeblich bei ihrer Erstausstrahlung am 30. Oktober 1938 an der Ostküste der Vereinigten Staaten eine Massenpanik ausgelöst. Der Wahrheitsgehalt dieser urbanen Legende, die durch die Medienberichte verstärkt wurde, ist umstritten. Allerdings sagt dies sehr viel über die Wahrnehmung des Rundfunks zur damaligen Zeit und der Möglichkeiten literarischer Adaption aus.
Bei deutschsprachigen Rundfunksendern wie dem Nordwestdeutschen Rundfunk und Norddeutschen Rundfunk wurden in den 1950er Jahren, eine der Blütezeiten des Rundfunkhörspiels, von den Bearbeitern zwischen Adaptionen und Originalhörspielen kaum Unterscheidungen getroffen. Zum Teil wurden die Adaptionen noch nicht einmal als Bearbeitungen gekennzeichnet, sodass die Grenzen fließend waren. Damals lagen knapp 40 Prozent der Adaptionen deutschsprachige Literatur zugrunde, davon gehörte die Hälfte zur älteren beziehungsweise klassischen Literatur bis 1900.
Die wichtigsten Autoren waren Johann Wolfgang von Goethe mit vier Adaptionen (Hermann und Dorothea, Urgötz, Iphigenie auf Tauris und Novelle) und Friedrich von Schiller mit drei Adaptionen (Don Carlos, Maria Stuart und Wilhelm Tell). Von anderen Autoren stammten lediglich je eine Vorlage: Friedrich Gottlieb Klopstock (Der Tod Adams), Gotthold Ephraim Lessing (Emilia Galotti), Heinrich von Kleist (Erdbeben in Chili), Clemens Brentano (Die Geschichte vom schönen Annerl und dem braven Kasperl), Ferdinand Raimund (Der Alpenkönig und der Menschenfeind), Johann Nepomuk Nestroy (Zu ebener Erde und im ersten Stock), Georg Büchner (Leonce und Lena), Joseph von Eichendorff (Die Glücksritter), Theodor Storm (Pole Poppenspäler), Wilhelm Raabe (Die Innerste), Conrad Ferdinand Meyer (Die Füße im Feuer), Theodor Fontane (Unterm Birnbaum) und Gerhart Hauptmann (Iphigenie in Delphi). Somit vereinte man gewissermaßen das literarische Erbe der vorangegangenen zwei Jahrhunderte.
Ebenso mit je einem Autor waren Schriftsteller und Dramatiker des 20. Jahrhunderts vertreten, wobei auffallenderweise nur wenige literaturhistorisch bedeutsame Werke adaptiert wurden. Zwar waren mit Thomas Mann (Fiarenza), Robert Musil (Der Schwärmer) und Ernst Barlach (Der arme Vetter) ein paar der modernen Klassiker versammelt, aber im Wesentlichen beschränkte man sich auf den zeitgenössischen literarischen Mainstream: Erich Kästner (Drei Männer im Schnee), Felix Salten (Bambi. Eine Lebensgeschichte aus dem Walde), Alfred Polgar (Defraudanten), Hans Adler (Meine Nichte Susanne), Walther Franke-Ruta (Der Vierte Heilige Drei König) etc. Also ging es weniger um Literaturvermittlung als um Verfolgung eines zeitgenössisch angenehmen Hörerkonzepts. Somit wurden also literarische Strömungen der Weimarer Republik, wie z. B. des literarischen Expressionismus oder der Neuen Sachlichkeit, und Autoren, wie z. B. Alfred Döblin, vermieden. Dabei hatte Döblin selbst fasziniert von den Möglichkeiten des neuen Mediums eine Hörspielfassung seines großen Werkes Berlin Alexanderplatz verfasst.
Die Adaption amerikanischer und französischer Stoffe machte mit je 20 Prozent den nächstgrößten Anteil aus. Mit Ausnahme einiger weniger französischer Klassiker, wie z. B. Molière (Der Geizige und (Der Betrogene Ehemann)), Prosper Mérimée (Die Staatskarosse) und Émile Zola (Thérèse Raquin), bildeten zeitgenössische Autoren das Bild jener Nationalliteraturen im deutschen Hörspiel.
Bei den französischen Texten finden sich einige Prosawerke, wie beispielsweise von André Breton (Nadja Étoilee) oder Romain Rolland (Meister Breugnon), aber in erster Linie dramatische Bearbeitung von Albert Camus (Belagerungszustand), Henry de Montherlant (Die tote Königin), Paul Valéry (Mon Faust und Jean Giraudoux (Judith)). Im Gegensatz dazu hat man bei der nordamerikanischen Literatur nahezu ausschließlich Dramatiker ausgesucht: Thornton Wilder (Königinnen von Frankreich, Dem Himmel bin ich auserkoren, Die Brücke von San Luis Rey, Unsere kleine Stadt sowie Die Alkestiade), Tennessee Williams (Der steinerne Engel), Arthur Miller (Die Hexenjagd), William Faulkner (Die Brüder und Old Man River) und Eugene O’Neill (Marco´s Millionen).
Danach folgen mit je 10 Prozent anteilig die englische und russische Literatur. Betrachtet man also im Querschnitt jener Auswahl, so hatte sie in erster Linie den literarischen Nachholbedarf zu stillen, der durch die Gleichschaltungspolitik des Nationalsozialismus bedingt war. Generell beeinflussten politische Ereignisse der 50er Jahre die Auswahl, wie insbesondere der seit 1950 abzulesende Kulturaustausch zwischen Deutschland und Frankreich zu einer verstärkten Auswahl französischer Stoffe bei Hörspielen diente. Andererseits war der „zeitgemäße“ Bezug so entscheidend für die Auswahl eines Stoffes, dass selbst anerkannte Autoren der Weltliteratur wie im konkreten Fall Stefan Zweig (Das Haus am Meer) durch den Entscheidungsträger Werner Curth respektvoll aber entschieden abgelehnt werden konnten.
Somit kann man von einer Ambivalenz der literarischen Adaption während der 1950er sprechen, da auf der einen Seite Hörspieltheoretiker der Adaption aufgrund ihrer Reproduktivität jeglichen künstlerischen Rang absprach, aber auf der anderen Seite eine regelrechte zeitgenössische Diskussion über deren Wert bis auf wenigen Ausnahmen kaum stattfand. Somit kam der Literaturvermittlung eine völlig untergeordnete Rolle zu, wodurch Literatur im Zug der medialen Umwandlung nur noch als Hörspiel wahrgenommen wurde, was sich letztlich bis heute erhalten hat.
2005 machten die Adaptionen von belletristischen Buchvorlagen 47,6 Prozent des Umsatzes mit Hörbüchern mit einer eindeutigen Fixierung auf den Bestseller aus.

## Comicadaptionen

Logo der Lustigen Taschenbücher

Die Untersuchung Maike Herrmanns zu Literaturadaptionen im Comic bietet eine interessante Queranalyse durch alle möglichen Literaturgenre. Angefangen von den illustrierten Klassikern, im ausgewählten Fall Jane Eyre, den vielzitierten Walt Disneys Lustige Taschenbüchern Die Leiden des jungen Ganthers nach Die Leiden des jungen Werthers, von Romanen wie Briefe aus meiner Mühle von Alphonse Daudet, Der seltsame Fall des Dr. Jekyll und Mr. Hyde von Robert Louis Stevenson, Die Entdeckung der Currywurst von Uwe Timm, Peter Pan, Kriminalromane, wie Die Brücke im Nebel von Nestor Burma, Stadt aus Glas von Paul Auster, Beispielen aus Science-Fiction und Mystery, wie Adaptionen von Terry Pratchetts Scheibenweltmotiven, Per Anhalter durch die Galaxis, bei Kinder- und Jugendbüchern, wie Der Wind in den Weiden, Der Hobbit, der Bibel mit Jesus der Galiläer sowie Anthologien wie Hard Looks und Little Lits – Märchen und Sagen. Dabei kann man ein Comic mehr als die Einzelbilder eines Films ansehen: „Der Leser bestimmt die Geschwindigkeit der Rezeption selbst und kann beliebig innerhalb der Handlungen hin- und herspringen. Schnitte, Perspektivenwechsel und Einstellungen können in Comics nicht derart abrupt und schnell eingesetzt werden wie im Film, um einen flüssigen Handlungsverlauf zu ermöglichen“. Im deutschsprachigen Bereich setzten sich Comics für Erwachsene erst etwa seit 1965 durch. Auch war das Qualitätsbewusstsein hinsichtlich der Kinder-Comics eher grenzwertig. erst mit den sophicated Comics, den Graphic Novels und den Autoren-Comics änderte sich dieses Empfinden. Inzwischen werden sie in Buchhandlungen wie Bibliotheken als durchaus gleichwertig angesehen. „Obwohl (..) die Comics in Bibliotheken eher als süßes Bonbon zur Anlockung von Nutzern, zwischen gesunder, kerniger Lektüre in Form von Büchern, angesehen wird. Die Ausleihzahlen beweisen sogar, dass Comics die höchsten Zahlen an Entleihvorgängen bieten“. Moga Mobo gab bezeichnenderweise 2002 eine Comic-Anthologie mit Literaturadaptionen in Taschenbuchform heraus, die sich 100 Meisterwerke der Weltliteratur nannte, mit dem Ziel, „damit man sich nicht mehr peinlichen Bildungslücken beim Literatentee blamiert, gibt es nun dieses erkleckliche Schmökerlein, das in jede Pasche taßt (…). Kommen sie mit auf eine Reise durch längst vergessen geglaubte Wälzer“. Die auf jeweils eine Seite mit allenfalls acht Panels komprimierten Meisterwerke sind somit kaum regelrechte Adaptionen zu nennen.
Selbst ohne Literaturadaption stößt der Comicleser im Übrigen ständig auf Literaturzitate: das Bekannteste dürfte wohl Onkel Dagobert sein, der im amerikanischen Original Uncle Scrooge in Anlehnung an den Ebenezer Scrooge aus Charles Dickens A Christmas Carol genannt wird. Lediglich Figurenentnahmen wie Hal Forsters Tarzan, bei denen man nur einfach spannende Geschichten und eben nicht Edgar Rice Burroughs Roman adaptiert, kann man nicht zu den eigentlichen Adaptionen zählen. Insgesamt stellt Herrmann bei der vergleichenden Analyse fest, dass Comics „ein eigenständiges, ernst zu nehmendes Medium sind und Literaturadaptionen eine eigene oder neue Interpretation der Werke darstellen können“.

## Adaption in der Musik
Auch die Anpassung einer Komposition an veränderte Klangvorstellungen oder ihre Umgestaltung (bis hin zur Bearbeitung) für eine andere musikalische Gattung wird als Adaption bezeichnet.